# نوبانگ کهن
نوبانگ کهن نام یک آلبوم موسیقی اثر حسین علیزاده است. این مجموعه قطعاتی است که بر اساس ردیف دستگاه شور به روایت استاد نورعلی برومند و استاد محمود کریمی با تدوین خسرو سلطانی و گروه هم‌آوایان به سرپرستی حسین علیزاده اجرا شده است. محمد قوی‌حلم نوازنده دهل، دف و نقاره این اثر است.

## فهرست آهنگ‌ها (نسخه کاست)
روی الف
- «درآمد (بسته نگار)»
- «قطعه‌ای بر اساس تصنیف «جان من» ساختهٔ امیر جاهد»
- «رهاب»
- «بداهه‌نوازی کرشمه»
- «درآمد خارا»
- «زیرکش سلمک»

روی ب
- «مجلس افروز»
- «درآمد»
- «درآمد دوم»
- «مقدمه نغمه»
- «نغمه»
- «شهناز»
- «مقدمه گریلی»
- «گریلی»
- «تصنیف گریلی»